# متعدد الجينات
متعدد الجينات أو وراثة عديدة الجينات هو عضو في مجموعة الجينات غير المعرفية التي تتفاعل بشكل إضافي للتأثير على صفة النمط الظاهري. مصطلح «أحادي الزيجوت» عادة ما يستخدم للإشارة إلى الجين الافتراضي لأنه غالبا ما يكون من الصعب وصف تأثير الجين الفردي من تأثيرات الجينات الأخرى والبيئة على نمط ظاهري معين. ومع ذلك، فإن التقدم في المنهجية الإحصائية وتسلسل الإنتاجية العالية يسمح للباحثين بتحديد الجينات المرشحة للصفة. في حالة تحديد هذا الجين، يشار إليه باسم موضع الصفات الكمية (بالإنجليزية: QTL). هذه الجينات هي بشكل عام متعدة الأنماط الظاهرية كذلك. يُعتقد أن الجينات التي تساهم في الإصابة بمرض السكري من النوع الثاني هي في الغالب متعددة الجينات. في يوليو 2016، أبلغ العلماء عن تحديد مجموعة من 355 جينًا من آخر سلف مشترك عالميا (بالأنجليزية: LUCA) لجميع الكائنات الحية التي تعيش على الأرض.
تتوافق الصفات الحتمية متعددة الجينات مع الصفات الكمية الكلاسيكية، على عكس الصفات النوعية ذات الحتمية أحادية الجين أو قليلة الجينات. في الخلاصة، بدلاً من خيارين، مثل النمش أو عدم النمش، هناك العديد من الاختلافات، مثل لون الجلد أو الشعر أو حتى العينين.

## نظرة عامة
موضع متعدد الجينات هو أي موضع فردي مدرج في نظام الجينات المسؤولة عن المكون الجيني للتباين في الطابع الكمي (متعدد الجينات). تساهم البدائل الأليلية في التباين في صفة كمية محددة. قد يكون الموضع متعدد الجينات إما موضعًا جينيًا واحدًا أو معقدًا بالمعنى التقليدي، أي إما جين واحد أو كتلة مرتبطة ارتباطًا وثيقًا بالجينات المرتبطة وظيفيًا.
بالمعنى الحديث، يسمى تركيب الوراثة للأنماط متعددة الجينات (الوراثة متعددة الجينات)، والتي يمكن تلخيص خصائصها الرئيسية على النحو التالي:
1. يتم التحكم في معظم الصفات المترية والجوهرية بواسطة عدد من المواضع الجينية.
2. النمط الرئيسي لتفاعل الجينات غير المتوازية في سلسلة الجينات المقابلة هو إضافة مساهمات أليل خاصة صغيرة بشكل أساسي.
3. عادة ما تكون تأثيرات الاستبدال الأليلي في كل من الجينات المنفصلة صغيرة نسبيًا وقابلة للتبادل مما يؤدي إلى عرض التركيب الظاهري المتطابق من خلال مجموعة كبيرة ومتنوعة من الأنماط الجينية.
4. يخضع التعبير المظهري للشخصيات متعددة الجينات لتعديل كبير بواسطة التأثير البيئي.
5. تُظهر الأحرف متعددة الجينات توزيعًا مستمرًا بدلاً من التوزيع المتقطع.
6. تحتوي الأنظمة المتوازنة للوراثة متعددة الجينات في المجتمع على قدر كبير من التباين الجيني المحتمل في حالة متغايرة الزيجوت ويتم إطلاقها بزيادات صغيرة من خلال إعادة التركيب الجيني بين الجينات المتعددة المرتبطة.[4][5][6][7]

## الوراثة
تحدث الوراثة متعددة الجينات عندما يتم التحكم في خاصية واحدة بواسطة جينين أو أكثر. غالبًا ما تكون الجينات كبيرة من حيث الكمية ولكنها صغيرة في التأثير. من أمثلة الوراثة البشرية متعددة الجينات الطول ولون البشرة ولون العين والوزن. توجد الجينات المتعددة في الكائنات الحية الأخرى كذلك. تُظهر ذبابة الفاكهة، على سبيل المثال، تعدد الأجناس مع صفات مثل مورفولوجيا الجناح، عدد الشعيرات وغيرها الكثير.

## توزيع الصفات
إن تواتر الأنماط الظاهرية لهذه الصفات يتبع بشكل عام نمط توزيع التباين المستمر الطبيعي. ينتج هذا عن العديد من التركيبات الأليلية الممكنة. عندما يتم رسم القيم، يتم الحصول على منحنى على شكل جرس. يمثل وضع التوزيع النمط الظاهري الأمثل أو الانسب. كلما زاد عدد الجينات المعنية، كان المنحنى المقدر أكثر سلاسة. ومع ذلك، في هذا النموذج، يجب أن ترمز جميع الجينات للأليلات بتأثيرات مضافة. غالبًا ما يكون هذا الافتراض غير واقعي نظرًا لأن العديد من الجينات تعرض تأثيرات توقف الأفراز التي يمكن أن يكون لها تأثيرات غير متوقعة على توزيع النتائج، خاصة عند النظر إلى التوزيع على نطاق دقيق.

## رسم الخرائط متعددة الجينات

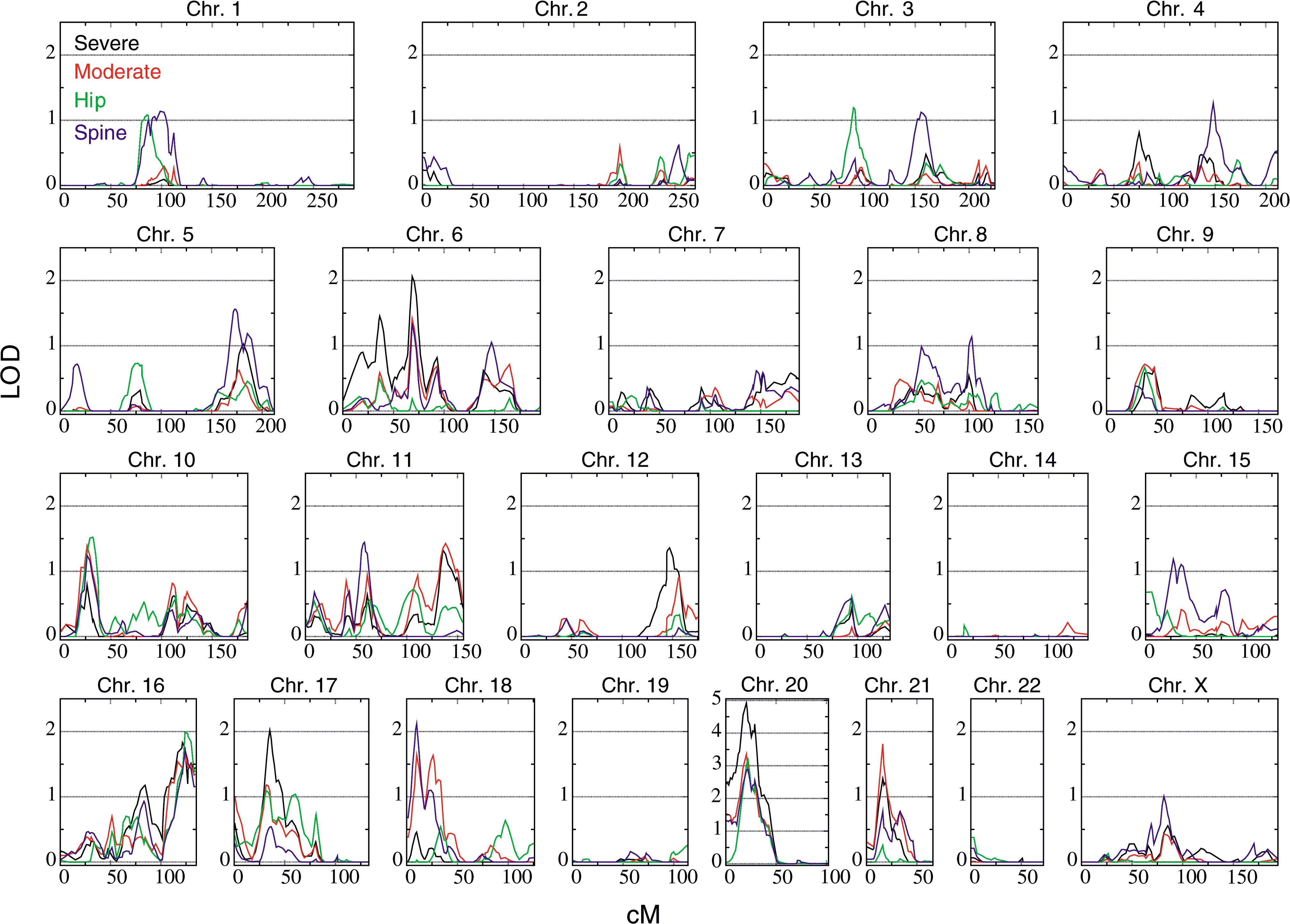
مثال على مسح الجينوم على نطاق واسع لـموضع الصفات الكمية (بالانجليزية:QTL) لهشاشة العظام

تقليديًا، يتطلب رسم خرائط الجينات المتعددة أدوات إحصائية متاحة للمساعدة في قياس تأثيرات الجينات المتعددة وكذلك تضييق نطاق الجينات المفردة. إحدى هذه الأدوات هي رسم خرائط موضع الصفات الكمية (بالإنجليزية:QTL). يستخدم رسم خرائط موضع الصفات الكمية (بالإنجليزية:QTL) ظاهرة تُعرف باسم اختلال توازن الارتباط من خلال مقارنة جينات الواسمات المعروفة مع الأنماط الظاهرية المرتبطة. في كثير من الأحيان، سيجد الباحثون منطقة كبيرة من الحمض النووي، تسمى الموضع، والتي تمثل قدرًا كبيرًا من التباين الملحوظ في الصفة المقاسة. سيحتوي هذا الموضع عادةً على عدد كبير من الجينات المسؤولة. تم وصف شكل جديد من موضع الصفات الكمية (بالإنجليزية:QTL) على أنه تعبير موضع الصفات الكمية (بالانجليزي:QTL). ينظم موضع الصفات الكمية كمية mRNA المعبر عنها، والتي بدورها تنظم كمية البروتين داخل الكائن الحي.
هناك اهتمام آخر لعلماء الوراثة الإحصائيين الذين يستخدمون رسم خرائط موضع الصفات الكمية (بالأنجليزية:QTL) وهو تحديد مدى تعقيد البنية الجينية الكامنة وراء سمة النمط الظاهري. على سبيل المثال، قد يكونون مهتمين بمعرفة ما إذا كان النمط الظاهري يتشكل بواسطة العديد من المواضع المستقلة، أو بواسطة عدد قليل من المواضع، وهل تتفاعل تلك المواضع. يمكن أن يوفر هذا معلومات حول كيفية تطور النمط الظاهري.